# Hans Walter Aust
Hans Walter Aust (* 20. Juni 1900 in Mainz; † 28. April 1983) war ein deutscher Journalist.

## Leben
Hans Walter Aust stammte aus einer schlesischen Familie. Sein Großvater Rudolf Aust (1833–1907), verheiratet mit Jenny geb. Krüger (1845–1898), war Kaufmann in Neusalz, der Vater Walther Aust (1871–1928) Offizier (Oberstleutnant), später Armaturenfabrikant in Berlin. Seit 1932 war Aust mit der Schriftstellerin Franziska Emilia Kruse geb. Ronheim verheiratet. Aust hatte eine militärische Ausbildung als Kadett und Offizier und war Soldat im Ersten Weltkrieg. Von 1919 bis 1923 und 1925 Studium der Volkswirtschaftslehre, Geschichte und Zeitungskunde an der Universität Berlin. Mitarbeit bei zahlreichen Fachzeitschriften. In der Weimarer Republik war Aust von 1929 bis 1931 Mitglied der DVP.
Aust trat zum 1. Mai 1933 in die NSDAP ein (Mitgliedsnummer 2.657.972) und leitete zeitweilig die Fachzeitschrift Der Volkswirt. 1942 musste er wegen Verstoß gegen das Heimtückegesetz eine zweijährige Gefängnisstrafe antreten und wurde aus der Reichsschrifttumskammer ausgeschlossen. Aust arbeitete unter anderem für das SS-Organ Das Schwarze Korps.
Nach dem Zweiten Weltkrieg arbeitete er ab Mai 1945 bei der Täglichen Rundschau, wo er bis zum stellvertretenden Leiter des Wirtschaftsressorts aufstieg, nachdem er im Jahr 1953 Mitglied des SED geworden war. Als die Tägliche Rundschau eingestellt wurde, wurde er 1956 Chefredakteur der offiziösen Zeitschrift Deutsche Außenpolitik, bis 1969. Zuletzt Mitglied im Redaktionskollegium der medizinischen Zeitschrift Humanitas. Daneben schrieb er mehrere Beiträge für Die Weltbühne.
Aust war Mitglied im Präsidium der Gesellschaft zur Verbreitung wissenschaftlicher Kenntnisse und der Liga für Völkerfreundschaft. Außerdem war er Mitglied im Verband der Journalisten der DDR. Er erhielt 1960 den Vaterländischen Verdienstorden in Bronze und 1965 in Silber.

## Schriften
- Deutsche Außenpolitik. Für einen Friedensvertrag mit Deutschland. Sonderheft 1 der Zeitschrift, Rütten & Loening, Berlin 1959.
- Die Widersprüche zwischen den Westmächten und die Rolle der Bonner Militaristen. Reihe: Material für Agitatoren und Propagandisten, Hg. SED. Dietz, Berlin 1960.
- Südostasien zwischen gestern und morgen. In: Deutsche Außenpolitik. Rütten & Loening, Berlin 1962.
- Die Krise des Krupp-Konzerns. In: Deutsche Außenpolitik, Deutscher Verlag des Wissens, ISSN 0011-9881, Vol. 12/1967, S. 550–562. Berlin 1967.